# Rudolf Lennkh
Rudolf Lennkh (* 1953 in Wien) ist ein österreichischer Diplomat im Ruhestand.

## Leben
Er studierte Rechtswissenschaft und wurde zum Doktor der Rechte promoviert.
Er trat in den auswärtigen Dienst und wurde in Belgrad, Washington, D.C., Abidjan, Buenos Aires und Madrid beschäftigt. Von 2001 bis 2005 war er als Botschafter in Mexiko-Stadt.
Zwischen 2009 und 2013 war er Botschafter in Madrid. Von August 2013 bis 2018 war er Ständiger Vertreter des Österreichischen Außenministers beim Europarat. 2018 wurde er in den Ruhestand versetzt und für den Vorsitz von CARE Österreich gewonnen.

## Privates
Er ist mit der Südtirolerin Maud verheiratet. Sie haben zwei erwachsene Kinder.
| Vorgänger              | Amt                                                          | Nachfolger     |
| ---------------------- | ------------------------------------------------------------ | -------------- |
| Helga Winkler-Campagna | Österreichischer Botschafter in Mexiko-Stadt 2001 bis 2005   | Johannes Druml |
| Richard Wotava         | Österreichischer Botschafter in Madrid 2009 bis 2013         | Peter Huber    |
| Thomas Hajnoczi        | Ständiger Vertreter Österreichs beim Europarat 2013 bis 2018 | Gerhard Jandl  |